# Calliceratomyia pectinata
Calliceratomyia pectinata är en tvåvingeart som beskrevs av Lane 1946. Calliceratomyia pectinata ingår i släktet Calliceratomyia, och familjen hårvingsmyggor. Inga underarter finns listade i Catalogue of Life.